# Heiko Schwarz
Heiko Schwarz (* 23. August 1989 in Cottbus) ist ein deutscher Fußballspieler.

## Karriere
Seit 1996 spielte Schwarz als Jugendspieler beim FC Energie Cottbus. Dort erhielt er 2009 erhielt einen Profivertrag, wurde allerdings fast ausschließlich in der zweiten Mannschaft in der Regionalliga Nord eingesetzt. Im September 2009 kam er im Spiel gegen den Karlsruher SC zu seinem Profidebüt in der 2. Bundesliga. Sein Vertrag bei Energie Cottbus lief bis Juni 2011. Von Juli 2011 bis Juni 2013 spielte Schwarz bei Wacker Burghausen, bevor er zur Saison 2013/14 zum Regionalligisten SV Babelsberg 03 wechselte. Zur darauffolgenden Saison kehrte er nach Burghausen zurück. In der Winterpause 2015/16 verließ er den Verein erneut und schloss sich dem Bezirksligisten ASCK Simbach an.